# 堀金箔粉
堀金箔粉株式会社（ほりきんはくふん）は、京都府京都市中京区に本社を置く金箔メーカーである。1711年創業の老舗企業。工芸品だけでなく、様々な分野に事業展開している。

## 事業内容
各種金属箔粉、オリジナル商品の製造及び販売

## 沿革
- 1711年 - 初代砂子屋伝兵衛により至善堂創業
- 徳川幕府の下、金座付箔師として金箔を製造
- 1864年 - 禁門の変にて類焼
- 1868年 - 新政府より「貨幣局附金箔打座」の鑑礼を受ける。
- 明治維新以降、販路を全国へ拡大
- 1950年 - 株式会社へ改組
- 1955年 - 金閣寺再建に箔を使用
- 1985年 - 食用金箔「舞妓印」製造
- 2000年 - 24K「黄金箔」の製造に初めて成功。
- 2011年 - 創業300周年を迎える老舗。

## 主な商品
- 純金その他の金属箔、粉
- 食用金箔「舞妓印」
- 転写箔
- 箔押し、装飾加工
- あぶらとり紙など各種オリジナル小売商品
- ノベルティ商品

## 支店・営業所
- 東京オフィス
- 大阪営業所